# 海上知明
海上 知明（うなかみ ともあき、1960年 - ）は、元日本経済大学教授。日本戦略研究フォーラム研究員。

## 来歴
茨城県生まれ。中央大学経済学部卒。企業勤務。
2002年、「環境思想の体系と史的分析 : 多様化するエコロジー思想」で国士舘大学博士（経済学）を取得。
戦略研究学会古戦史研究部会代表、孫子経営塾理事、新しい歴史教科書をつくる会理事、環境戦略研究会代表。
東京海洋大学、芝浦工業大学など複数の大学で非常勤講師を務めている。
元水木しげる公認ファンクラブ会員。
父は土浦市役所総務部長、生活環境部長を務めた海上勘四郎。

## 著書
- 『環境思想 歴史と体系』NTT出版　2005
- 『環境戦略のすすめ エコシステムとしての日本』NTT出版・ライブラリーレゾナント 2006
- 『信玄の戦争 戦略論『孫子』の功罪』ベスト新書　2006
- 『孫子の盲点　信玄はなぜ敗れたか？』ベストセラーズ・ワニ文庫　2015
- 『環境問題としてのエネルギー 危機管理の経済史』ビイング・ネット・プレス　2009
- 『新・環境思想論 二十一世紀型エコロジーのすすめ』荒地出版社　2009
- 『環境問題の戦略的解決 環境戦略試論』芙蓉書房出版　2010
- 『川中島合戦　戦略で分析する古戦史』原書房 2016
- 『戦略で読み解く日本合戦史』PHP新書　2019
- 『本当は誤解だらけの戦国合戦史　信長・秀吉・家康は凡将だった』徳間書店　2020
- 『「義経」愚将論　源平合戦に見る失敗の本質』徳間書店　2021
- 『地政学で読み解く日本合戦史』PHP新書　2022